# La Jana (actriz)
Henriette Margarethe Hiebel Niederauer (más tarde, Henny Hiebel), conocida artísticamente como La Jana (Viena, 24 de febrero de 1905-Berlín, 13 de marzo de 1940), fue una actriz y bailarina austroalemana, cuya actividad se encuadra dentro del denominado «periodo de entreguerras». En todo caso, poco se sabe de la vida de una artista fallecida prematuramente a los 35 años de edad (lo que dispararía las más variopintas especulaciones), perdiéndose entre un cúmulo de anotaciones de contenido seudoerótico y rumores sobre oscuras relaciones amorosas los escasos datos biográficos de que se dispone hasta el momento.

## Biografía
Henriette Margarethe Hiebel Niederauer (conocida más tarde como Henny Hiebel) nace en Viena (Imperio austrohúngaro) el 24 de febrero de 1905, hija natural del maestro dorador Heinrich Hiebel y su ama de llaves Anna Niederauer, quienes posteriormente contraen matrimonio en Fráncfort del Meno, ya en 1909.
Con 8 años, debuta como componente del ballet de la Ópera de Frankfurt, lo que la lleva en periodos sucesivos a actuar en distintas revistas de la época, incluso por algunos países del entorno. En su libro de memorias, el cineasta austrohúngaro Géza von Cziffra (1900-1989) dice al respecto que, hacia 1922, la descubrió en el cabaré Chat Noir de París, lo que relata en los siguientes términos:

Allí la vi bailar por primera vez. Poseía el cuerpo más hermoso que había visto en mi aún no demasiada larga vida. […] Tenía un aspecto juvenil: caderas delgadas, pechos apenas incipientes… Era una chica sencilla, simpática y accesible, pero por el sexo tenía tanto interés como Immanuel Kant, es decir, ninguno.

No obstante, se conocen por lo menos otras dos versiones del evento: según la primera, este se produjo mientras actuaba en la sala Weinklause de Frankfurt; una segunda historia lo sitúa en Dresde, donde, al parecer, sustituiría a una bailarina que acababa de caer enferma. Sea como fuese, comienza aquí una multitudinaria gira de actuaciones por Europa, entre las que cabe resaltar las realizadas en Estocolmo (1933), Inglaterra o Escocia (1934-1935), lo que unido a su particular desenvoltura a la hora de exhibir su cuerpo (en Casanova (Berlín, 1928), se presenta «medio desnuda», tendida sobre una bandeja de plata colocada en el escenario) la convierte en una de las mujeres más celebradas y mejor pagadas de la época:

En tu baile, parece que expresas una soledad exótica [conforme] a una extraña belleza.

Charles Chaplin. Reproducida en Lynn, Kenneth Schuyler (1997). Charlie Chaplin and His Times. Simon and Schuster. p. 348.
ISBN 978-0684808512.

Falleció de manera inesperada el 13 de marzo de 1940 en Berlín, a los 35 años de edad, siendo sepultada en el Waldfriedhof Dahlem (Cementerio Forestal de Dahlem) de la capital alemana. Según alguna de las numerosas teorías, a menudo fantasiosas, que circularon tras su muerte, la artista ayudaba a escapar de la Alemania nazi a no pocos colegas judíos que, por entonces, actuaban por todo el país, por lo que habría sido asesinada por miembros de las SS.

## Filmografía (1926-1940)
| Año de estreno | Película (título original)                  | Personaje/s                 | Director/es                     |
| -------------- | ------------------------------------------- | --------------------------- | ------------------------------- |
| 1926           | Die Weisse Geisha                           |                             | Valdemar Andersen, Karl Heiland |
| 1927           | En Perfekt Gentleman                        | Marquesa Hortense           | Vilhelm Bryde, Gösta Ekman      |
| 1928           | Thérèse Raquin                              | Susanne Michaud             | Jacques Feyder                  |
| 1928           | Der Biberpelz                               | Leontine                    | Erich Schönfelder               |
| 1928           | Zwei Rote Rosen                             | Lilli, su hija              | Robert Land                     |
| 1928           | Der Ladenprinz                              | Princesa Tatiana            | Erich Schönfelder               |
| 1928           | Gaunerliebchen                              | Marie, hija de Morland      | Max Reichmann                   |
| 1928           | Ritter der Nacht                            | Marie-Louise                | Max Reichmann                   |
| 1928           | Der Herzensphotograph                       | Dodo, su hija               | Max Reichmann                   |
| 1928           | Casanova                                    | Bailarina                   | Erik Charell                    |
| 1929           | Meineid – Ein Paragraph, der Menschen Tötet | Daisy Storm                 | Georg Jacoby                    |
| 1929           | Der Lustige Witwer                          | Lucile Daumier              | Robert Land                     |
| 1929           | Spanisches Intermezzo [cortometraje]        |                             |                                 |
| 1930           | Die Warschauer Zitadelle                    | Vera Proskaja               | Jacob Fleck, Luise Fleck        |
| 1931           | Der Schlemihl                               | Garda Maro, bailarina       | Max Nosseck                     |
| 1934           | Ich bin Du [cortometraje]                   |                             | Carl Hoffmann                   |
| 1937           | Truxa                                       | Yester, bailarina           | Hans H. Zerlett                 |
| 1938           | Der Tiger von Eschnapur                     | Maharaní Von Eschnapur      | Richard Eichberg                |
| 1938           | Das Indische Grabmal                        | Indira, una bailarina india | Richard Eichberg                |
| 1938           | Es Leuchten die Sterne                      | Bailarina                   | Hans H. Zerlett                 |
| 1939           | Menschen vom Varieté                        | Silvia Castellani           | Josef von Báky                  |
| 1940           | Stern von Rio                               | Concha                      | Karl Anton                      |
| 1940           | Der Trichter Nr. 10 [cortometraje]          |                             | Werner Malbran                  |